# Dead End (Angel)
Dead End conocido en América Latina como Muerte Final y en España como Punto Muerto. Es el décimo octavo episodio de la segunda temporada de la serie de televisión estadounidense Ángel. Escrito por David Greenwalt y dirigido por James A. Contner. El episodio se estrenó originalmente el 24 de abril del año 2001 por la WB Network. En este episodio Ángel trata de ayudar a un desorientado Lindsey quien ha sido dotado de una nueva mano que parece tener su propia consiencia.  

## Argumento
Lindsey McDonald se despierta en su rutina diaria arreglándose para trabajar con una sola mano. Mientras, en Investigaciones Ángel, Cordelia tiene una horrible visión de un hombre preparándose para el trabajo justo antes de clavarse un cuchillo en el ojo. La visión deja a Cordelia con un terrible dolor, además de que no le dice al resto del equipo la información necesaria para localizar al hombre herido. 
En Wolfram & Hart, Lindsey esta desempeñándose muy bien en su trabajo, algo que deja impresionado a Nathan mientras que Lilah lo ve como una amenaza. Como muestra de su arduo labor, Nathan lleva a Lindsey a una clínica del despacho de abogados, donde Lindsey recibe un trasplante de una nueva mano con ayuda de conocimientos médicos y de un demonio Pockler. Al quedar dotado de una nueva mano Lindsey por fin puede recuperar su vida normal y volver a tocar la guitarra. No obstante, mientras atiende un caso con Lilah, Lindsey nota que su nueva mano no deja de escribir constantemente "Mata" y pareciera dejar de obedecerlo.        
Mientras tanto, Investigaciones Ángel trata de conseguir información de su nuevo caso sin molestar a Cordelia al asistir a Caritas. Al llegar al canta bar todos se llevan la enorme sorpresa de encontrar a Lindsey cantando mientras toca la guitarra, un movimiento que deja impresionados a todos excepto a Ángel. El Anfitrión comenta que el problema de Lindsey está muy relacionado con el nuevo caso de la pandilla, y que por lo tanto tienen que unir fuerzas para resolver sus problemas. 
Lindsey se siente ofendido por tener que trabajar con Ángel y se pone a investigar el caso por su propia cuenta. Por otra parte IA investigan la identidad del dueño de la mano nueva de Lindsey. Se descubre que la mano pertenece a Bradley Scott un exconvicto, que desapareció misteriosamente luego de salir bajo fianza. Lindsey interroga al policía que aprendió a Brad con tal de conseguir información pero Ángel viene al apartamento dispuesto al resolver su caso con o sin el consentimiento del joven abogado.
Sin más opción que apoyarse, Lindsey y Ángel van a un lugar de W&H, donde descubren que allí se mantienen cautivos distintos seres humanos cuyos órganos y miembros se les son extraídos, mientras que el demonio Pockler usa sus poderes de regeneración para facilitar el trabajo. En el lugar Lindsey encuentra a Bradley Scoott, quien le revela que la persona que quiere matar es a él mismo. Ángel le da la oportunidad a Lindsey de escoger qué hacer con Brad, mientras libera a los sujetos completos. Lindsey escoge terminar con el dolor de Brad y los dos destruyen el lugar.
Al día siguiente, Nathan anuncia que Lindsey es el nuevo presidente de Proyectos Especiales, pero el abogado rehúsa aceptar el puesto y renuncia, dejando a Lilah como la nueva presidenta. Antes de marcharse de la ciudad, Lindsey se despide de Ángel explicándole que la clave para pelear con W&H es no jugar su juego y se marcha en su camioneta que trae pegado un letrero de "Cerdos Policías", pegado por Ángel.

## Elenco
- David Boreanaz como Ángel.
- Charisma Carpenter como Cordelia Chase.
- Alexis Denisof como Wesley Wyndam Pryce.
- J. Agust Richards como Charles Gunn.

## Producción
Christian Kane recalco que la escena en la que el y Ángel están conduciendo a la clínica de Wolfram & Hart es otro de sus momentos favoritos de la serie. "Cuando estabas conduciendo el auto, eran las 5 de la mañana, él estaba a punto de salir eran las últimas tomas y estaba increíblemente helado," bromea. "Estábamos en un convertible y era tan fácil. Es muy fácil actuar con el y no es una gran escena pero eramos solo yo y David. Las cinco, muy cansados, muy cansados, estábamos conduciendo el auto y lo logramos. Hubo muchos diálogos y hubo muchas emociones sueltas y fue bastante simple."
"La canción de L.A.", la que canta Lindsey en Caritas, fue escrita por el actor Christian Kane y el productor David Greenwalt. La guitarra era tocada por Steve Carlson, pero Kane es el que canta.

### Continuidad
- Lindsey por fin se "retira" de W&H, dejando a su vez la ciudad de Los Ángeles y a Lilah a cargo. No regresará sino hasta la quinta temporada.
- Este episodio muestra por primera vez a Cordelia teniendo graves dolores por sus visiones.
- Lindsey canta "La canción de L.A." una canción que Eve canta en la cuarta temporada.